# 美国的大规模监控
美国的大规模监控可以追溯到第一次世界大战的战时监控与审查制度，期间，任何来自、到达或途经美国的国际通讯都被监控。在第一次和第二次世界大战结束后，美国又启动了黑箱计划和酢浆草计划，继续进行大规模监控。而随着联邦执法机构和情报机构的建立和扩张，如联邦调查局、中央情报局和国家安全局，国家体制化的监控开始用于打压持不同政见者。来自“反谍计划”的证据显示，大量组织和个人都是这些情报机构的目标。而在民权运动期间，大量反种族隔离人士被情报机构监控，并被认定是颠覆国家政权者。而美洲原住民、非裔美国人与墨西哥裔美国人解放运动的社会活动家，以及反战抗议者也被监控。美洲原住民部落成员曾受到过来自联邦调查局的持续大规模监控，而近期则改为由国土安全部监控。
而在1946年签订的英美协定，则在1955年演化成了如今的梯队系统。梯队系统由五个英语国家组成，也就是所谓的“五眼联盟”，主要的工作是截取电子通讯，而针对本国人的监控能力则越来越强。
在2001年九一一事件发生后，美国针对国内和国际的大规模监控则超越了《美国宪法》和《权利法案》允许的程度。在袭击发生之后的2001年9月14日，美国总统乔治·布什宣布进入国家紧急状态，此后，奥巴马担任总统时，也会每年以行政命令持续维持紧急状态，使美国处于持续的紧急状态中。此外，美国政府还提出了数个国家安全法案，包括《爱国者法案》、《精确法案》和《国外情报监控法案》的修正案中的棱镜计划。不同政见者和政治批评家认为，这些法案和行政命令造就了一张巨大的情报监视数据库网络，1950年代美国暗杀异见人士和国家领导人的非法“反谍计划”，如今却成为了国家体制，使美国逐渐变成一个警察国家。
而其他的情报机构，例如美国国土安全部以及国家情报总监办公室进行的大规模监控活动，则自2001年以来成几何数增长。2013年，一系列的媒体新闻报道披露了美国情报体系的更多监控项目和手段。
计算机和信息技术的进步使一个监控整个美国的巨大国家数据库成为现实，并由国土安全部、中央情报局和联邦调查局管理。

## 历史

### 战时的审查与监控
在20世纪的两次世界大战中，所有经由美国邮政邮寄的国际邮件，以及所有通过西联汇款、美国无线电公司以及ITT公司所属国际电缆传送的电报，都在调查局的监控之下，随后，调查局则改组为联邦调查局，并受到美国军方的监督。而在第二次世界大战期间，美国战争部，随后则由审查局监控全部“经邮件、电报、广播或其他传输手段出入美国的信息”。1942年，每周就有350000封跨国电报和25000封越洋电话被监控。:144而1941年11月到1945年8月期间的所有进入美国国界的信件，均被拆封并进行情报搜集。

### 黑箱计划
1919年：黑箱计划，又名为密码部和MI-8，是第一个和平时期进行密码分析的政府机构，由美国陆军和美国国务院提供经费。这家政府机构在和平时期破译外交信息的密码，并运作至1929年。

### 酢浆草计划
1945年：酢浆草计划开始进行，该计划收集出入美国的全部电报信息。大型电信公司，例如西联汇款、美国无线电公司以及ITT公司都积极配合美国政府获取国际通讯信息的尝试。

### 国家安全局（NSA）
1952年10月24日：杜鲁门总统发布一则国家安全委员会情报指令，正式成立了国家安全局（NSA）。同年11月4日，国家安全局正式开始运作。根据《纽约时报》的报道，国家安全局是由杜鲁门总统在“绝对机密”的情况下成立的，其管理层特别重视监控行动，仅仅在杜鲁门总统上任六个星期后，就开始了对罗斯福总统的亲信托马斯·科科伦进行电话窃听。窃听的电话录音现保存于杜鲁门总统图书馆与博物馆中，其他的文件依然被认为是机密的。(~233,600 pages （页面存档备份，存于）).

### 联邦调查局（FBI）
国家体制化的监控行为在1896年由国家刑事鉴定局开始进行，并在1908年演化为了调查局，在美国司法部的授权下运作。1935年，联邦调查局成长为一个由约翰·埃德加·胡佛领导的独立政府机构，其行动手段包括电话窃听、电报监听、邮件监视、垃圾搜集和渗透，还为被认定对国家安全有威胁的美国公民建立了FBI档案，到1939年，档案中包括1000万美国公民。
以打击“共产主义者”和其他的颠覆分子为名，在麦卡锡主义盛行期间，FBI对其目标人物在公共和私下场合施加压力，摧毁其正常的日常生活，著名的例子是好莱坞黑名单中的“好莱坞十君子”。在1950年代，FBI的监控和调查活动进一步扩大，开始利用信息情报进行政治暗杀，包括了对政治活动家弗雷德·汉普顿和马克·克拉克的暗杀。而1963年马尔科姆·X的死亡、1965年Viola Liuzzo的死亡、1968年马丁·路德·金的死亡、1976年Anna Mae Pictou Aquash的死亡以及1990年朱迪·巴里的死亡等一系列爆炸、暗杀和死亡，均被认为可能与联邦调查局有关。
而随着联邦调查局对国内监控的持续扩大，许多社会知名人士也成为了联邦调查局秘密调查的目标，包括：
- 第一夫人埃莉诺·罗斯福 —— 埃莉诺因对胡佛直言不讳的批评，以及将联邦调查局比喻为“美国的盖世太保”而被列入的联邦调查局的档案清单。[24]埃莉诺在第二次世界大战期间发声反对仇日偏见，并随后出任了联合国大使，参与起草了《世界人权宣言》。根据联邦调查局为埃莉诺编写的3000多页档案 （页面存档备份，存于）表明，联邦调查局层曾密切监控埃莉诺的活动和写作，并准备了一系列针对她本人可疑的共产主义行为的指控。[25][26]
- 著名男歌手弗兰克·西纳特拉—— 他在联邦调查局中的档案达1300多页 （页面存档备份，存于），1943年就开始有记录。档案中包括了他与美国共产党有关的指控。联邦调查局曾监控西纳特拉本人和其关系者达几十年。[27][28]
- 著名女演员玛丽莲·梦露 —— 联邦调查局自1955年就开始记录他的档案，直到她意外死亡之前仍在更新。档案重点记录她的旅行和人际关系，并试图找到任何左翼观点的迹象与共产主义的联系。[29]她的前夫亚瑟·米勒也同时被联邦调查局监控。玛丽莲·梦露的档案至今仍处于重度审查中，但联邦调查局已经公布了一个“经过整理”的版本 （页面存档备份，存于）。[29]
- 披头士乐队歌手约翰·列侬 —— 1971年在列侬获得签证抵达美国与反战活动家见面后，联邦调查局就将列侬置于监控之下，并曾试图将列侬驱逐出境。[30]在那时，反越战情绪已到达极点，而列侬经常在反战示威集会上演唱他的反战歌曲《给和平一个机会》[30]美国政府认为如果全文公布列侬的三百页档案 （页面存档备份，存于），会导致针对美国的国外外交、经济和军事报复，[31]因此仅仅公开了一个经过大量审查的版本。[32]
- 披头士乐队 —— 披头士乐队本身则有一份独立的档案 （页面存档备份，存于）。

左图：阿尔伯特·爱因斯坦，他支持反战运动，反对核武器扩散，同时也是多个公民权利团体的成员，例如美国全国有色人种协进会（参见爱因斯坦的政治观）。由于他的政治观点，爱因斯坦遭到了电话窃听和联邦调查局的邮件搜查，试图将爱因斯坦与苏联间谍联系起来，加以抹黑，并最终将他从美国驱逐出境，但没有成功。
中图：马丁·路德·金，他是非裔美国人民权运动的领袖，曾是联邦调查局的特别行动目标，旨在“消除”他作为民权活动家的威胁。一则联邦调查局备忘录认为，马丁·路德·金是“整个国家最危险和最有成效的黑人领袖”。 调查局试图收集收集证据以证明他曾收到共产主义影响，但没有成功。
右图：丹尼尔·艾尔斯伯格，他在1971年将五角大楼文件泄漏给了媒体，随后遭到了最严重的一次政府监控和人格暗杀。白宫曾派遣特工潜入艾尔斯伯格的精神科医生的办公室，试图盗窃艾尔斯伯格的医疗记录和其他不利信息这些秘密活动随后在水门事件的调查中逐渐浮上水面，并导致了尼克松总统的辞职。
1967–73年：MINARET项目（现已停止）开始对美国公民进行监视。根据美国陆军的请求，参加过反越南战争游行示威的公民都会列入联邦调查局的“观察名单”中。

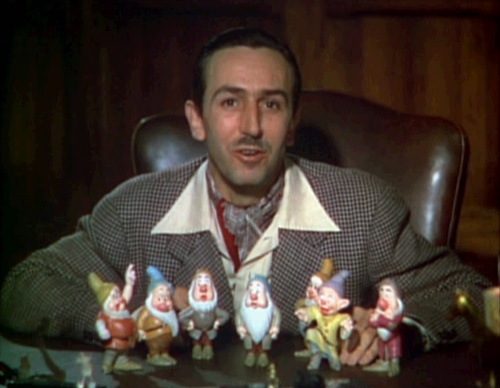
根据《纽约时报》获得的档案，美国企业大亨沃尔特·迪斯尼从1940年到1966年去世之间，一直是美国政府的“S.A.C联系人”（受信任的线人），帮助美国政府从演艺界清除共产党人和异见人士。
参见: 好莱坞黑名单

### 丘奇委员会介入调查
1975年：美国参议院成立丘奇委员会，开始调查国家安全局、中央情报局和联邦调查局普遍进行的非法情报活动。
调查显示，国内的大规模监控是由美国联邦政府最高行政机关（即总统府白宫）授权的，并横跨罗斯福和尼克松两届政府。以下事例均为丘奇委员会的调查结果：
- 罗斯福总统曾下令联邦调查局将那些向白宫发送电报反对罗斯福总统国防政策，并支持查尔斯·林德伯格上校的美国公民列入档案。[43]
- 杜鲁门总统曾获取罗斯福总统助理的内线消息，并利用消息进行人事任命、工会谈判计划和新闻发布的决策。[43]
- 艾森豪威尔总统曾下令通报伯纳德·巴鲁克、埃莉诺·罗斯福和最高法院大法官威廉·道格拉斯与国外官员纯粹的政治往来和社会交往活动。[43]
- 肯尼迪政府曾要求联邦调查局窃听一名国会工作人员、三位行政长官、一名游说家和一家华盛顿律师事务所的电话。而时任美国司法部长的罗伯特·弗朗西斯·肯尼迪层下令窃听马丁·路德·金的电话，并使用电子窃听器窃听一名国会议员，并且均获得了有政治意义的情报。[43]
- 约翰逊总统曾下令联邦调查局将他的批评者，时任国会议员的巴里·戈德华特“列入名单”。约翰逊总统还下令对仅仅在国会中批评他的议员收集政治情报，并在1964年民主党全国代表大会（英语：1964 Democratic Convention）期间利用联邦调查局的电子监听手段收集到大量的情报。[43]
- 尼克松总统授权了一个电话监听项目，收集白宫人员，包括最高法院大法官在内的大量无关国家安全，纯粹是政治或个人信息的情报。[43]

丘奇委员会的最终报告（第二册）中披露了下列的统计数据：
- 超过26,000人曾被联邦调查局列为在国家紧急状态后的拘捕目标。[43]
- 超过500,000份国内情报档案在联邦调查局的总部保存，仅1972年就有65,000份档案开启。[43]
- 至少有130,000封一级信在1940到1966年期间被联邦调查局开封拍照。[43]
- 在数百万封一级信中，共有四分之一在1953年到1973年间被中央情报局开封拍照。[43]
- 数百分封来自、抵达或途经美国的私人电报，在1947到1975年间通过国家安全局与美国电信公司签订的秘密协议，被国家安全局获取。[43]
- 超过100,000美国人被列入美国陆军的情报档案。[43]
- 超过300,000人的记录在中央情报局的“混沌行动”（Operation CHAOS）期间被记入电脑档案。[43]
- 超过11,000个人与团队被列入到美国国家税务局的情报档案中，税务局以“政治目的而不是税收标准”进行税务调查。[43]

作为这些发现的回应，美国国会成立了美国外国情报监控法院，用于向情报部门的监控行动发放搜查令。而在几十年之后的2013年，外国情报监控法院的法官雷吉·沃尔顿则向《华盛顿邮报》透露，法院对政府监控活动的监督能力是有限的，有时法院的行动“被迫”依赖于联邦情报机构提供的信息准确度。
在1975年8月17日，议员弗兰克·丘奇则在国家广播公司的新闻发布会上做了发言，但没有点明“这个情报部门”就是国家安全局：
|  | 为了了解潜在敌人的所作所为，美国政府已经建立了一套完善的技术措施，从而允许监控我们通过空中电波传送的消息。如今对于美国而言，关注海外的敌人和潜在敌人是必须也是重要的。但我们必须同时知道，美国的这种监控力量可以在任何一刻倒戈转向美国人民，而对于这种监控一切的力量，没有人还会有隐私 —— 无论是电话通话、电报都无关紧要。你将会无处可藏。如果政府成了暴政，如果独裁者成了总统，情报界的技术力量将会赋予政府全面施行暴政的力量，而我们将无从抵抗，因为就算是用尽所有小心谨慎的抵抗手段，无论这个过程是多么的隐蔽，这依然处于政府的了解之中。这就是科技带来的力量。 我不希望目睹这个国家跨越这条界线。我知道让美国成为全面暴政的这种力量是存在的，因而我们必须要看到：使用技术手段执行任务的这个情报机构，以及全部机构都应符合法律并处在适当的监督下。这样以来，我们才永远不会坠入深渊之中，这样的深渊是一去不复返的。 |

## 梯队计划
1988年，记者邓肯·坎贝尔在《新政治家》杂志中发表了一篇题为《有人在偷听》的报道，文章中描述了一个名为“梯队系统”的情报收集项目。这个项目是由第二次世界大战中的英语国家同盟国组成的：澳大利亚、加拿大、新西兰、英国和美国（统称为AUSCANNZUKUS），此计划旨在监控1960年早期冷战时苏联及其东方集团的军事和外交通讯。
时至1990年，梯队系统已能够截获卫星通讯、公共交换电话网（包括大多数互联网流量）和微波通讯。新西兰调查记者尼基·海格则在他1996年出版的《秘密力量》中详细介绍了梯队系统的情况。尽管许多政府官员矢口否认梯队系统的存在，但欧洲议会的一个委员会于2001年发表的报告确认了它的真实存在，并且警告欧洲人这是一个其范围很广效果很强的系统。欧洲议会在报告中表明，多种不同的情境中均出现了“梯队系统”一词，但证据显示这是一个通讯情报机构用于截获与监听电话、传真、电子邮件和其他数据流量的全球系统。
随后，记者詹姆斯·班福德在《秘密机构》一书中进一步描述了国家安全局梯队系统的能力。情报部门AUSCANNZUKUS协议中包含的公民和公民通讯的监控，多年来引发了相当的公众疑虑。
- 一位安全专家本周五表示，微软操作系统中存在一个国家安全局的后门，但这位软件巨头拒绝承认这则报告，而其他专家则有不同意见。
- 一家网络安全公司的主研究员表示，微软在Windows 95、Windows 98、Windows NT和Windows 2000操作系统的密码学标准中为国家最强大的情报机构准备了一份密钥。

## 九一一恐怖袭击后的监控升级
|                                   | “我们将团结起来，加强我们的情报能力以便在恐怖分子行动之前就提前得知他们的计划，袭击之前就发现他们。” |
| ——布什总统2001年9月20日的国会演说 | |

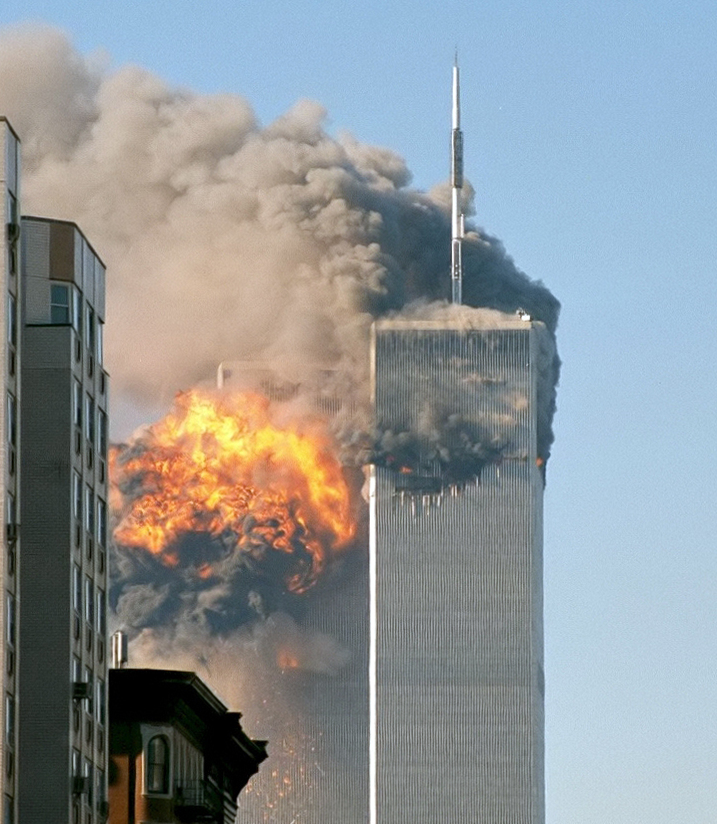
对世贸中心和五角大楼的九一一恐怖袭击导致了美国政府情报机构的重大改革，并且为今日国家情报总监职位的设立铺平了道路

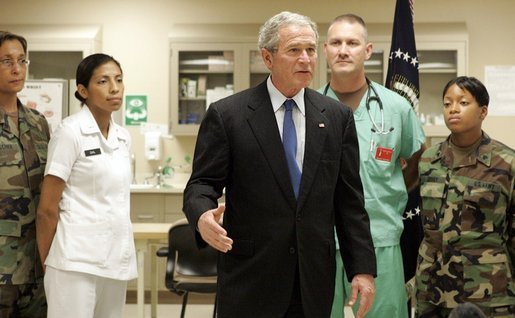
2006年1月1日，在《纽约时报》发表《布什使美国无需法院命令即可监听通话》的几天后，布什总统强调称“这是一个避免美国遭受攻击的有限的计划，我再重复一遍，有限。”

在2001年九月世贸中心和五角大楼遭到恐怖袭击之后，美国的大规模国内间谍活动急剧增加。避免更多类似袭击的愿望导致了爱国者法案的制定。随后的更多法案则包括了保护美国法案（政府对外国目标的监控不再需要搜查令）以及FISA修正案（放宽了原本FISA法院的一些要求）。
2002年，美国政府启动“全面信息意识”计划，旨在“让美国侦查、归类与识别恐怖分子的手段发生革命性的变化。”
2005年，《纽约时报》一篇关于布什的总统监控项目见报，记者詹姆斯·雷森与埃里克·利希特布劳表示，整篇报道由于白宫的命令而推迟了整整一年。
同在2005年，恒星风计划被托马斯·塔姆曝光。2006年，马克·克莱恩则揭发了641A室的存在，他早在2003年曾参与过该房间的布线。2008年，计算机安全专家兼Bat Blue公司CEO巴巴克·派斯达，则公开披露了他与团队在2003年发现的“Quantico circuit”的存在。据派斯达的描述，这是联邦政府机构安置在某不具名电信公司系统中的后门，随后该公司被确认为是威讯。
- “你的用信用卡支付的每一笔账单，订阅的每一本杂志，医生给你开的每一例处方，你浏览的每一个网站，收发的每一封电子邮件，获得的每一个学位，办理的每一笔银行存款，每一次旅游，出席的每一次活动 —— 所有的这些交易和通讯，都会进入被国防部所说的中心化的巨大虚拟数据库中。通过这些商业信息，你全部的私生活都会被了解并记录到计算机档案中，再加上政府关于你的全部资料 —— 护照、驾照、过路费、司法、离婚记录、你曾向警方抱怨过的扰民邻居、你一生的书面档案以及隐蔽监控摄像头最新的拍照 —— 这个像白日做梦一般的偷窥狂计划正是美国政府监控全部公民的“全面信息意识（英语：Total Information Awareness）”计划。”
- “这并不是异想天开的奥威尔式小说，如果在接下来的几周之内，国防部长约翰·波因德克斯特（英语：John Poindexter）顺利得到了他想要的这种空前的权力，那么你的个人自由就真的消失了。”

- “反恐战争如今变成了这么个情况：五角大楼正在开办一家商品交易所，货真价实的投资人会将真金白银投资进去，以便来帮五角大楼预测中东的恐怖袭击、政变和其他的动荡。“
- “两名愤怒的议员披露了这个名为“政策分析市场（英语：Policy Analysis Market）”的计划，试图阻止本周五即将开始的投资人登记。俄勒冈民主党议员罗恩·怀登与北达科他州民主党议员拜伦·多甘表示，超过50,000美元的纳税人税款已经被用于发展这个计划，而五角大楼将在未来两年中继续要求八百万美元。交易将会在10月1日开始。”
- “‘假如有个国家设立了一家赌场，专门竞猜美国政坛上的哪些人物会被暗杀，你会作何感想？’，多甘反问并继续说道，’真是愚蠢得不可思议。’”
- “约翰·波因德克斯特（英语：John Poindexter）和其他国防高等研究计划署（DARPA）的官员未能就此事发表评论。但在官方的表态中，DARPA表示‘这是在探索利用期货市场来帮助分析师预测并避免恐怖袭击的新方法。研究显示期货市场能切实有效得将隐藏在深处的信息聚集起来。’”

2006年，《今日美国》的记者莱斯利·考利（Leslie Cauley）在一篇题为《国家安全局拥有美国手机通话的大规模数据库》的报道中，公开了国家安全局拥有一个通话数据库，保存着大量的美国手机通话信息。
文中引述匿名信息来源，并这样描述此项目对美国公民的影响，“这意味着政府拥有了从一个城镇到整个国家 —— 所有人 —— 的详细通话记录，包括你的家人、同事、企业联系人以及其他人。在2001年九一一事件发生后不久，三大电信公司都已签订了协议，以配合美国安全局的工作。”然而，此报道未能引起媒体对隐私权的讨论，也没有出现在记者格林沃尔德或《华盛顿邮报》的任何报道中。
2009年，《纽约时报》报道了某些匿名情报官员的指控，他们称“国家安全局以涉嫌恐怖活动为理，在没有足够证据的情况下，以美国人为目标进行监听活动。”以及“国家安全局在没有搜查令的情况下曾试图监听一名国会议员的电话”。

## 媒体曝光加速（2010年至今）
2012年3月15日，美国《连线》杂志发表了文章《国家安全局正在建设全国最大的间谍中心（说话时要小心了）》。随后，美国众议院议员汉克·约翰逊在一次国会听证会上提到了本文章，并对国家安全局提出询问。国家安全局局长基思·B·亚历山大则辩称《连线》杂志的这些指控均属不实：
众议员汉克·约翰逊：“《连线》杂志上发表了这样一篇文章，作者是詹姆斯·巴什福德（James Bashford），他在文章中称国家安全局‘不但从美国的信息中搜集特定的地址、位置、国家和手机号，而且还在电子邮件中搜集名单上的人名、关键词和短语。任何人的可疑通讯，特别是来自名列情报机构名单上的通讯，都会自动被拷贝或者记录，然后统统发给国家安全局。’请问，这是否属实？”

上将基思·B·亚历山大：“不属实。你确定这是詹姆斯·巴什福德的原话？”

议员约翰逊：“是的。请问美国安全局有没有例行截获美国公民的电子邮件？”

上将亚历山大：“没有。”

议员约翰逊：“国家安全局有没有截获美国人的手机通话？”

上将亚历山大：“没有。”

议员约翰逊：“那谷歌搜索呢？”

上将亚历山大：“没有。”

议员约翰逊：“短信？”

上将亚历山大：“没有。”

议员约翰逊：“亚马逊购物网的订单？”

上将亚历山大：“没有。”

议员约翰逊：“银行记录？”

上将亚历山大：“没有。”

## 2013年大规模监控曝光
2013年6月6日，英国《卫报》开始发表一系列曝光大规模监控的文章，文章的信息来源是一名身份未知的美国揭黑幕者。随后几天，此人的身份得到公开，他的名字叫做爱德华·斯诺登，是一名曾在中央情报局工作的合同工，后来则转入国家安全局担任系统分析师。斯诺登将系统缓存中的文件交给了记者格伦·格林沃尔德与劳拉·珀特阿斯（Laura Poitras），得以证实报道的真实性。格林沃尔德随后估计，缓存中包含了约15,000到20,000份档案，其中的一些档案巨细无遗，但也有一些很短的文件。这是美国现代历史上最大的新闻泄漏之一。新闻的报道整整持续了两个月之久，监控的细节逐渐浮出水面：国家安全局运作着一套庞大监控网络，由无数个谍报项目组成。这使得国家安全局能够拦截来自数十个国家的数十亿用户的互联网通讯和电话。对于一些国家的监控，新闻中还进行特别曝光，包括中国、欧盟、拉丁美洲、伊朗、巴基斯坦，以及澳大利亚和新西兰。然而，由于世界各国的信息都会经过中央服务器和互联网骨干网进行中转，而国家安全局则对这些信息进行大规模无差别的监听，因此大量国家都受到了影响，完全不限于上述国家。
由于监控是在中央服务器和骨干网络上进行的，因此许多不同的情报项目之间均有重叠和关联。这些项目通常会得到美国政府机构，例如美国司法部和联邦调查局的协助。整个监控处于美国法律，例如《FISA修正法案》的监督下，FISA法庭签发了这些监控活动所需的法庭命令，让监控得以进行。除此之外，许多国家安全局的项目得到了美国和其他国家情报机构的直接协助，例如英国的政府通信总部（GCHQ）和澳大利亚的国防情报局（DSD）；而大型私有电信企业和互联网公司也协助进行了监控，其中包括威讯、澳洲电讯、谷歌与Facebook。
2013年6月9日，爱德华·斯诺登告诉《卫报》记者：
“他们（国家安全局）能够利用监控系统让时间倒流、明察秋毫，他们可以查出每一个你曾做过的决定，每一个和你说过话的朋友，在此基础之上制造出对你的怀疑，从而攻击你，将你描绘成一个罪犯，无论你的人生多么清白。”——爱德华·斯诺登
2020年9月2日，美国联邦第九巡回上诉法院判定大规模監控美国人通話記錄违反《外国情报监视法》，也很有可能违反美國宪法。